# Triethylboran
Triethylboran ist eine chemische Verbindung aus der Stoffklasse der bororganischen Verbindungen.

## Gewinnung und Darstellung
Triethylboran kann durch Reaktion von Boran mit Ethen gewonnen werden. Als Quelle für das Boran dient Diboran oder ein Tetrahydrofuran-Boran-Additionsprodukt.

## Eigenschaften
Triethylboran ist eine selbstentzündliche, leicht flüchtige, farblose Flüssigkeit, bei welcher die Hydrolyse mit Wasser erfolgt. Sie zersetzt sich bei Erhitzung. Das technische Produkt wird auch als Lösung mit Tetrahydrofuran, Hexan oder Diethylether ausgeliefert.

## Verwendung
Triethylboran wird in der Lackindustrie und bei organischen Synthesen verwendet. Es wird zusammen mit Lithium-tert-butoxyaluminiumhydrid für die reduktive Spaltung von Ethern oder Epoxiden eingesetzt. Es desoxydiert zudem primäre und sekundäre Alkohole.
Bei der Lockheed SR-71 wurde zur Zündung des JP-7-Treibstoffes in der Brennkammer sowie im Nachbrenner des Triebwerks Triethylboran verwendet, da aufgrund der chemischen Eigenschaften des Treibstoffes eine elektrische Zündung nicht möglich war, sodass die pyrophore Wirkung zwischen Triethylboran und dem Luftsauerstoff zur Zündung genutzt wird.